# Индия на зимних Олимпийских играх 2010
Индия на зимних Олимпийских играх 2010 была представлена тремя спортсменами в двух видах спорта.

## Результаты соревнований

### Лыжные виды спорта

#### Горнолыжный спорт
Мужчины
| Соревнование      | Спортсмены      | 1 спуск | 2 спуск | Всего   | Место |
| ----------------- | --------------- | ------- | ------- | ------- | ----- |
| Гигантский слалом | Джамьян Намджал | 1:46,77 | 1:48,15 | 3:34,92 | 81    |

#### Лыжные гонки
Мужчины
| Соревнование           | Спортсмен   | Результат | Место |
| ---------------------- | ----------- | --------- | ----- |
| 15 км свободным стилем | Таши Ландуп | 41:36,8   | 83    |

### Санный спорт
Мужчины
| Соревнование | Спортсмены   | 1 заезд   | 1 заезд | 2 заезд   | 2 заезд | 3 заезд   | 3 заезд | 4 заезд   | 4 заезд | Итоговый результат | Итоговое место |
| Соревнование | Спортсмены   | Результат | Место   | Результат | Место   | Результат | Место   | Результат | Место   | Итоговый результат | Итоговое место |
| ------------ | ------------ | --------- | ------- | --------- | ------- | --------- | ------- | --------- | ------- | ------------------ | -------------- |
| Одиночки     | Шива Кешаван | 49,561    | 31      | 49,529    | 27      | 49,597    | 29      | 49,786    | 31      | 3:18,473           | 29             |